# U-18-Faustball-Weltmeisterschaft 2021
Die 9. Faustball-Weltmeisterschaft der männlichen Jugend U-18 fand vom 29. Juli bis 1. August 2021 im österreichischen Grieskirchen, zeitgleich mit der WM der weiblichen Jugend U-18, statt. Österreich war erstmals Ausrichter einer Jugend-Faustball-Weltmeisterschaft. Die Auswahl Brasiliens war Titelverteidiger.

## Teilnehmer
Insgesamt sieben Nationen von zwei kontinentalen Mitgliedsverbänden nahmen an der 9. Weltmeisterschaft der männlichen U-18 teil.
| Europa - Dänemark - Deutschland - Italien - Österreich - Schweiz | Amerika - Brasilien - Chile |  |

## Spielplan
| Gruppe A    | Gruppe B |
| ----------- | -------- |
| Brasilien   | Italien  |
| Deutschland | Chile    |
| Österreich  | Dänemark |
| Schweiz     |          |

### Vorrunde

#### Gruppe A
| Donnerstag, 29. Juli 2021 |   |           |             |   |             |                                     |
| M1                        | 1 | 11:00 Uhr | Brasilien   | – | Schweiz     | 3:2 (11:8, 11:9, 9:11, 7:11, 11:8)  |
| M2                        | 2 | 11:00 Uhr | Deutschland | – | Österreich  | 3:0 (11:13, 4:11, 11:7, 11:5, 11:6) |
| M4                        | 1 | 16:30 Uhr | Brasilien   | – | Österreich  | 1:3 (11:7, 9:11, 10:12, 5:11)       |
| M5                        | 1 | 16:30 Uhr | Deutschland | – | Schweiz     | 3:0 (11:9, 11:9, 11:9)              |
| Freitag, 30. Juli 2023    |   |           |             |   |             |                                     |
| M7                        | 1 | 10:45 Uhr | Brasilien   | – | Deutschland | 0:3 (10:12, 5:11, 2:11)             |
| M8                        | 2 | 10:45 Uhr | Österreich  | – | Schweiz     | 3:0 (11:36, 11:4, 11:8)             |

| Pl. | Team        | Sp. | Punkte | Sätze |
| --- | ----------- | --- | ------ | ----- |
| 1   | Deutschland | 3   | 6:0    | 9:2   |
| 2   | Österreich  | 3   | 4:2    | 8:4   |
| 3   | Brasilien   | 3   | 2:4    | 4:8   |
| 4   | Schweiz     | 3   | 0:6    | 2:9   |

#### Gruppe B
| Donnerstag, 29. Juli 2021 |   |           |         |   |          |                                    |
| M3                        | 1 | 11:00 Uhr | Chile   | – | Dänemark | 3:1 (8:11, 11:9, 11:6, 11:7)       |
| M6                        | 1 | 16:30 Uhr | Italien | – | Dänemark | 3:2 (11:6, 9:11, 6:11, 11:7, 11:6) |
| Freitag, 30. Juli 2021    |   |           |         |   |          |                                    |
| M9                        | 1 | 12:00 Uhr | Chile   | – | Italien  | 3:2 (11:9, 11:9, 5:11, 9:11, 9:11) |

| Pl. | Team     | Sp. | Punkte | Sätze |
| --- | -------- | --- | ------ | ----- |
| 1   | Italien  | 2   | 4:0    | 6:4   |
| 2   | Chile    | 2   | 2:2    | 5:4   |
| 3   | Dänemark | 2   | 0:4    | 3:6   |

### Zwischenrunde

#### Qualifikation
| Samstag, 31. Juli 2021 |           |   |         |                               |
| 09:30 Uhr              | Brasilien | – | Chile   | 3:0 (11:8, 11:8, 11:5)        |
| 09:30 Uhr              | Schweiz   | – | Italien | 3:1 (11:8, 11:13, 11:8, 11:5) |

#### President’s Cup
| Samstag, 31. Juli 2021  |           |          |   |         |                                     |
| President’s Cup         | 12:15 Uhr | Dänemark | – | Chile   | 1:3 (11:8, 8:11, 3:11, 7:11)        |
| President’s Cup         | 16:45 Uhr | Dänemark | – | Italien | 3:2 (6:11, 11:9, 10:12, 11:9, 11:7) |
| Sonntag, 1. August 2021 |           |          |   |         |                                     |
| President’s Cup         | 9:30 Uhr  | Chile    | – | Italien | 0:3 (9:11, 10:12, 11:13)            |

#### Endrunde
| Samstag, 31. Juli 2021  |           |             |   |            |                                     |
| Halbfinale              | 13:45 Uhr | Deutschland | – | Schweiz    | 3:1 (9:11, 11:5, 11:8, 11:8)        |
| Halbfinale              | 13:45 Uhr | Österreich  | – | Brasilien  | 3:0 (11:4, 12:10, 11:4)             |
| Sonntag, 1. August 2021 |           |             |   |            |                                     |
| Platz 3                 | 12:30 Uhr | Schweiz     | – | Brasilien  | 2:3 (11:7, 11:9, 9:11, 3:11, 9:11)  |
| Finale                  | 16:30 Uhr | Deutschland | – | Österreich | 3:2 (11:8, 13:11, 8:11, 7:11, 11:9) |

## Endergebnis
| Rang | Land        |
| ---- | ----------- |
| 1.   | Deutschland |
| 2.   | Österreich  |
| 3.   | Brasilien   |
| 4.   | Schweiz     |
| 5.   | Italien     |
| 6.   | Dänemark    |
| 7.   | Chile       |